# Park Yeonhee
 (juillet 2014).
Pour les articles homonymes, voir Park.
Park Yeonhee (ou Bak Yeon-heui ; en hangeul : 박연희, 1918-2008) est un écrivain sud-coréen.

## Biographie
Bak Yeon-heui est né le 24 septembre 1918 à Hamhŭng dans la province de Hamgyeongnam-do. Il émigre vers le sud après la Libération (1945) et devient rédacteur pour des revues telles que Baengmin où il publie ses premières nouvelles, par exemple Riz (Ssal, 1946), qu'il publie aussi dans les revues Monde libre (Jayu segye), et Littérature libre (Jayu munhak).
Influencé par la littérature russe, il a principalement dépeint la vie des pauvres gens ordinaires tout en appelant à la prise de conscience sociale. Son style littéraire est donc proche de l'humanisme. Ces récits sont classés dans le genre réaliste notamment avec ses premiers récits Le 38e parallèle (38seon, 1948), Le vieil arbre (Gomok, 1948), Une femme (Yeo-in, 1950), Fleurs de glace (Binghwa, 1952) et Descendants de la bourgeoisie (Bureujoaji-ui Huye, 1952).

## Œuvre
Dans ces œuvres, Bak Yeon-heui a exposé l'absurdité fondamentale du quotidien qui marque les relations sociales. Ainsi, ces récits sont caractérisés par un ton critique très prononcé envers les injustices sociales et les abus de pouvoir au niveau politique, éléments que l'on retrouve dans Le petit garçon et un chien appelé Mary (So-nyeongwa Meriraneun gae, 1953), Le Témoin (Jeung-in, 1956), Solitaire (Godokja, 1955), et Le poulet et la légende (Dakgwa sinhwa, 1956). Deux de ses œuvres représentatives de cette période sont L'errance (Banghwang, 1962), une histoire d'amitié entre un soldat japonais et une recrue coréenne, et Désillusion (Hwanmyeol, 1958), portrait d'un homme dévasté moralement dans un environnement envahi par le mensonge. Les deux histoires présentent des personnages avec une forte volonté de résister au destin et une forte conscience critique ; leur mise en accusation de la société en général reflète ici le propre point vue de l'auteur.
Bak Yeon-heui a ensuite écrit un certain nombre de romans historiques dans une tentative d'utiliser le miroir du passé pour envisager le présent et l'avenir. Ces travaux comprennent Hong Gil-dong (1972), Le crépuscule du matin (Yeo-myeong-gi, 1978) et La ville sans propriétaire (Ju-in eomneun dosi, 1988). Il a reçu en 1983 le prix de l'Académie des arts coréens.